# Едо-Мару
Едо-Мару (Edo Maru) — судно, яке під час Другої світової війни взяло участь у операціях японських збройних сил у Мікронезії та на островах Огасавара.

## Початок історії судна
Едо-Мару спорудили в 1937 році на верфі Osaka Shosen на замовлення компанії Tokyo Seitetsu. У 1938-му новим власником стала Konan Kisen.
28 січня 1940-го судно реквізували для потреб Імперського флоту Японії та з 29 листопада 1940 по 17 січня 1941 переобладнали в канонерський човен. Після цього Едо-Мару включили до 4-го дивізіону канонерських човнів, який належав до Четвертого флоту (відповідав за контроль японських володінь у Мікронезії).
У лютому 1941-го корабель перейшов на захід Каролінських островів, де до середини осені ніс службу із заходами на Палау, Яп, Уліті, Нгулу, Вулеаї (Мерейон), Ламотрек. На початку вересня Едо-Мару здійснив рейс на Сайпан (Маріанські острови), де прийняв матеріальну частину авіаційного підрозділу та доставив її на Палау. В першій половині жовтня корабель прямував до Японії, після чого пройшов короткостроковий доковий ремонт в Уразі.

## Воєнна служба
23 листопада — 8 грудня 1941 Едо-Мару прямував з Японії до Палау. Після цього корабель більш як п'ять місяців ніс патрульно-ескортну службу на заході Каролінських островів, де відвідував Палау, Сорол, Уліті, Яп (втім, переважно його завдання були пов'язані саме з Палау). В середині травня 1942-го Едо-Мару здійснив рейс до атола Трук у центральній частині Каролінських островів (тут ще до війни створили головну базу японського ВМФ у Океанії).
1—11 червня 1942-го Едо-Мару перейшов з Палау до островів Огасавара, оскільки був переведений до ВМБ Тітдзіма (належали до П'ятого флоту, що відповідав за операції в північній зоні). Далі до самої загибелі корабля його служба була пов'язана з Тітідзімою, хоча він міг відвідувати й інші регіони. Так, в 1942-му корабель здійснив ряд рейсів до Японського архіпелагу різної тривалості — з 5 липня по 6 серпня він перебував у Майдзуру (обернене до Японського моря узбережжя Хонсю), а потім до 15 серпня у Йокосуці, 17—27 вересня здійснив рейс до Токійської затоки (Татеяма та Йокосука), звідки доставив на Тітідзіму амуніцію, а 20 листопада — 2 грудня знову ходив до Йокосуки.
У першому кварталі 1943-го Едо-Мару двічі відвідував Сайпан, при цьому 30—31 січня виходив звідси для допомоги транспорту «Шоан-Мару» (Shoan Maru), торпедованому підводним човном (хоча «Шоан-Мару» вдалось привести на Сайпан, проте його так і не відремонтували, а в лютому 1944-го судно добила ворожа авіація). 17 квітня — 2 травня та 26 травня — 20 липня Едо-Мару здійснив чергові рейси до Йокосуки.
Наприкінці липня 1943-го Едо-Мару дістав завдання супроводжувати конвой №3726, який вийшов 26 липня з Токійської затоки на Трук, а 29 липня прибув на Тітідзіму. Далі загін пройшов із зупинкою на Сайпані та досягнув пункту призначення 12 серпня, втім, Едо-Мару ескортував конвой лише частину маршруту, оскільки 13 серпня перебував лише за три сотні кілометрів на південь від островів Огасавара, де здійснював пошук баржі, що зірвалася з буксиру в судна Санто-Мару під час проходження № 3726. Тут його атакував і потопив американський підводний човен USS Sunfish, який випустив у двох атаках 10 торпед.